# Cleistopetalum
Cleistopetalum là chi thực vật có hoa trong họ Annonaceae.